# Cratere Torricelli

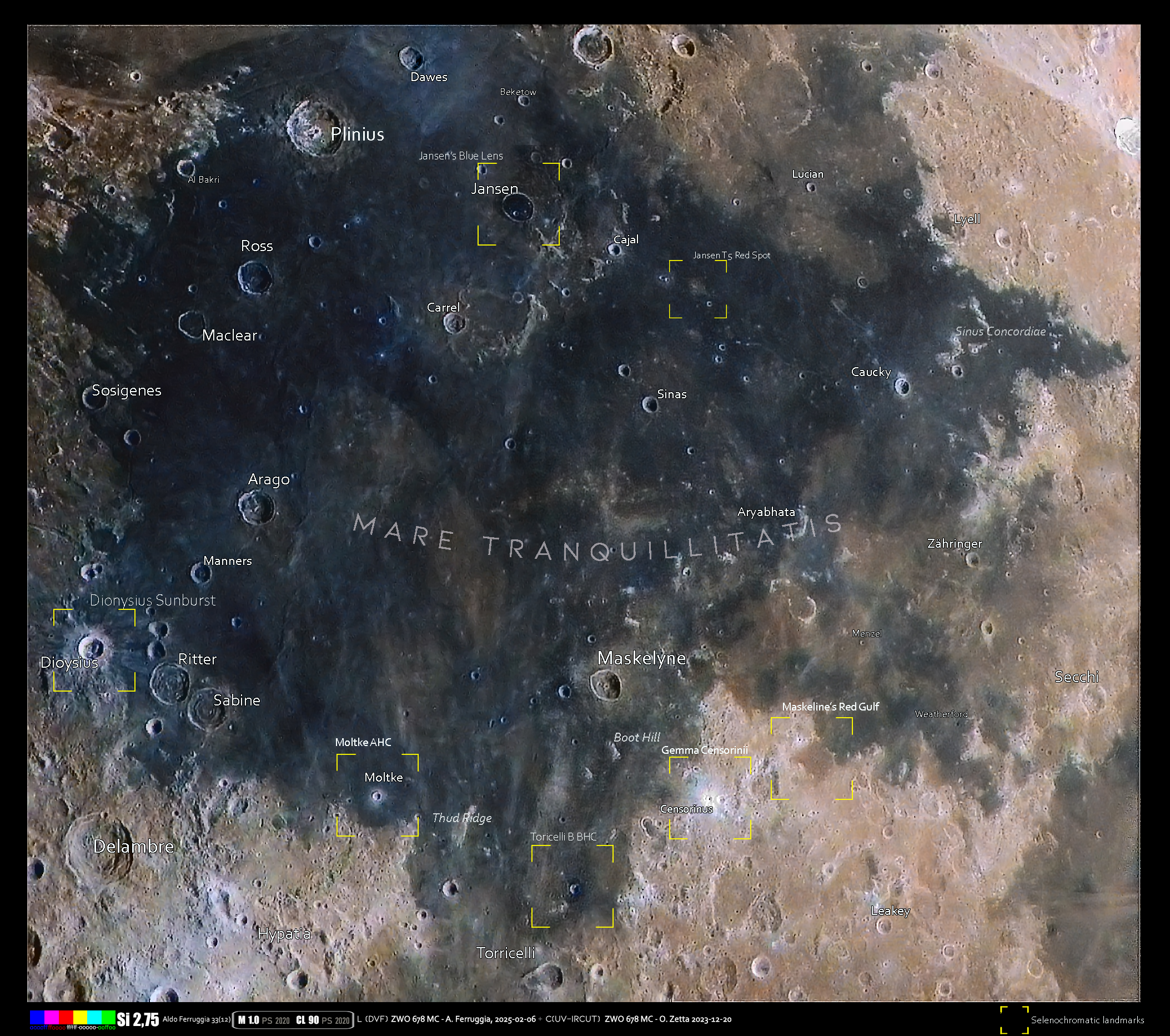
Il cratere (in basso a destra) con le strutture vicine in una Immagine Selenocromatica(Si)

Torricelli è un cratere lunare di 30,87 km situato nella parte sud-orientale della faccia visibile della Luna.